# Haïtisijs
De haïtisijs (Spinus dominicensis synoniem: Carduelis dominicensis) is een zangvogel uit de familie van vinkachtigen (Fringillidae).

## Verspreiding en leefgebied
Deze soort komt voor in de Dominicaanse Republiek en Haïti.